# The Poisoned Kiss
The Poisoned Kiss, or The Empress and the Necromancer (in italiano, Il bacio avvelenato) è un'opera in tre atti di Ralph Vaughan Williams, su libretto di Evelyn Sharp, basata su The Poison Maid di Richard Garnett e La figlia di Rappaccini di Nathaniel Hawthorne. 
L'opera fu completata nel 1929, la prima rappresentazione avvenne per opera dell'Intimate Opera Company all'Arts Theatre Cambridge, Gran Bretagna, il 12 maggio 1936 (diretta da Cyril Rootham), e debuttò a New York al Bronx Opera nel gennaio 2012. È un'opera che viene rappresentata pochissimo.

## Cast
| Personaggio | Tipologia vocale | Cast della prima assoluta, 12 maggio 1936 (Direttore: Cyril Rootham ) |
| ----------- | ---------------- | --------------------------------------------------------------------- |
| Angelica    | soprano          | Margaret Field-Hyde                                                   |
| Tormentilla | soprano          | Mabel Ritchie                                                         |
| Gallanthus  | baritono         | Geoffry Dunn                                                          |
| Dipsacus    | basso            | Frederick Woodhouse                                                   |
| Empress     | contralto        | Meriel St Clair                                                       |
| Amaryllus   | tenore           | Trefor Jones                                                          |